# Gesellius-Lindgren-Saarinen
Gesellius, Lindgren, Saarinen est un cabinet d'architectes fondé en 1896 par Herman Gesellius, Armas Lindgren et Eliel Saarinen pendant leurs études à Institut polytechnique d'Helsinki.

## Présentation
Diplômés en 1897, leur cabinet fait parler de lui en gagnant le concours d'architectes pour la conception de l' immeuble Tallberg.
Ils acquièrent une renommée internationale grâce à leur conception du Pavillon finlandais pour l'exposition universelle de 1900,.
En 1905, Lindgren prend la direction de l'école d'architecture de l'université technologique d'Helsinki et quite le cabinet.
Gesellius et Saarinen resteront partenaires jusqu'en 1907.

## Ouvrages
- Immeuble Tallberg , Helsinki, 1898[4],
- Pavillon de la Finlande, Exposition universelle, Paris, 1900[4],
- Immeuble Pohjola, Helsinki, 1899-1901,
- Manoir de Träskända, Espoo, années 1890
- Maison de l'agronomie, Helsinki, 1901[5],
- Olofsborg, Helsinki, 1902,
- Eol, Helsinki, 1903,
- Hvitträsk, Kirkkonummi, 1903,
- Hvittorp, Kirkkonummi, 1904[6],
- Manoir de Suur-Merijoki (fi), Commune rurale de Viipuri, 1904
- Musée national de Finlande, Helsinki, 1910[7],[8].

## Galerie

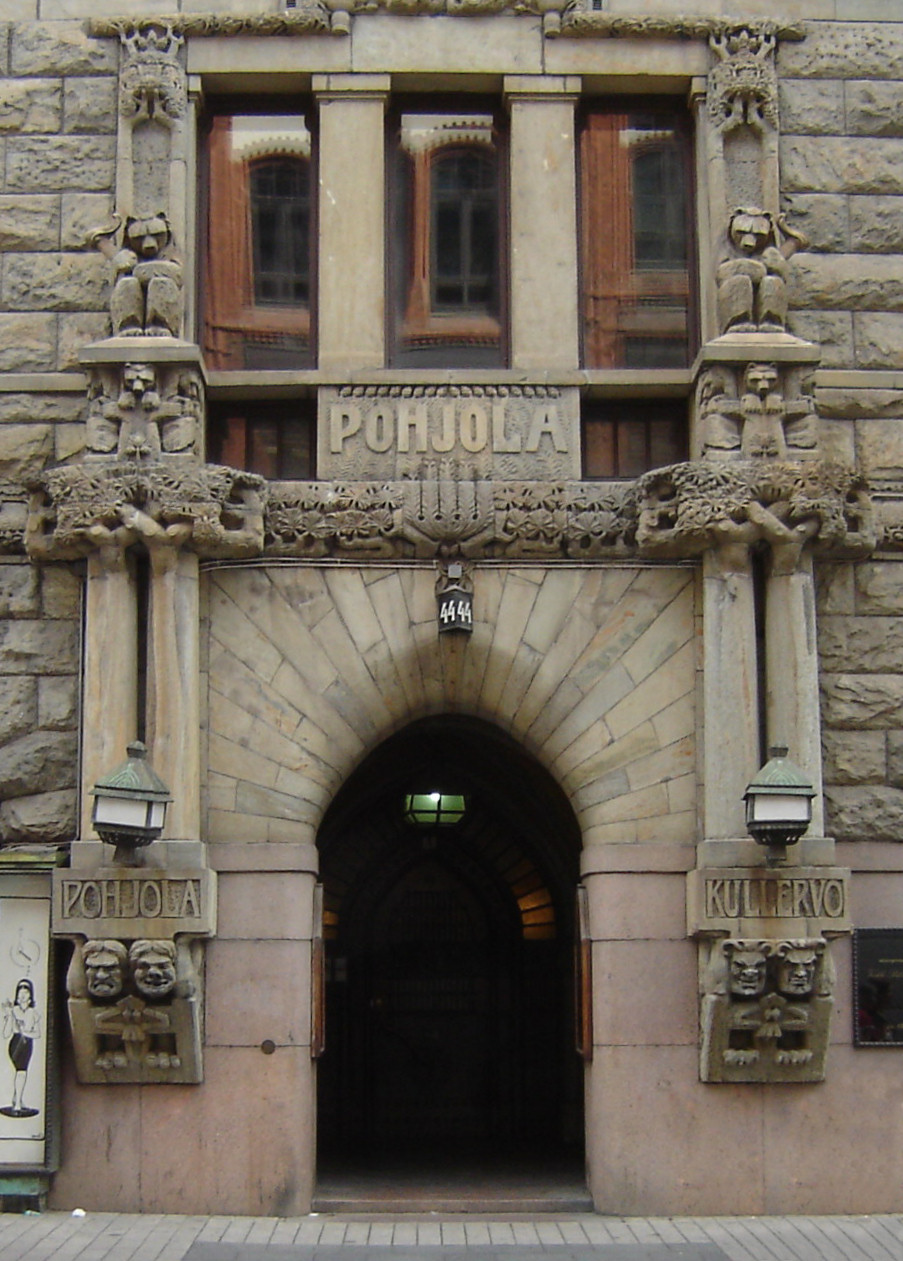
Immeuble Pohjola
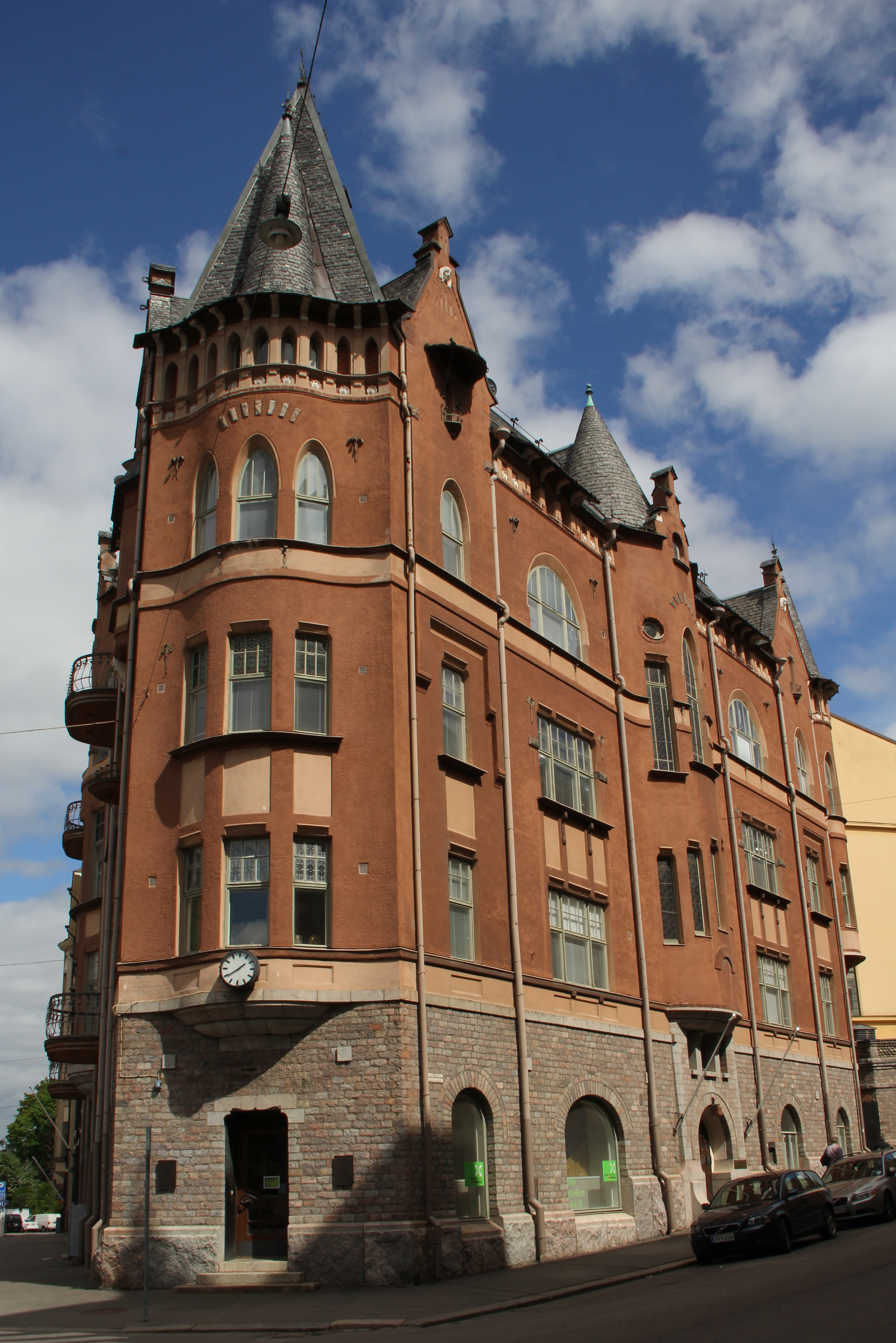
Immeuble Tallberg
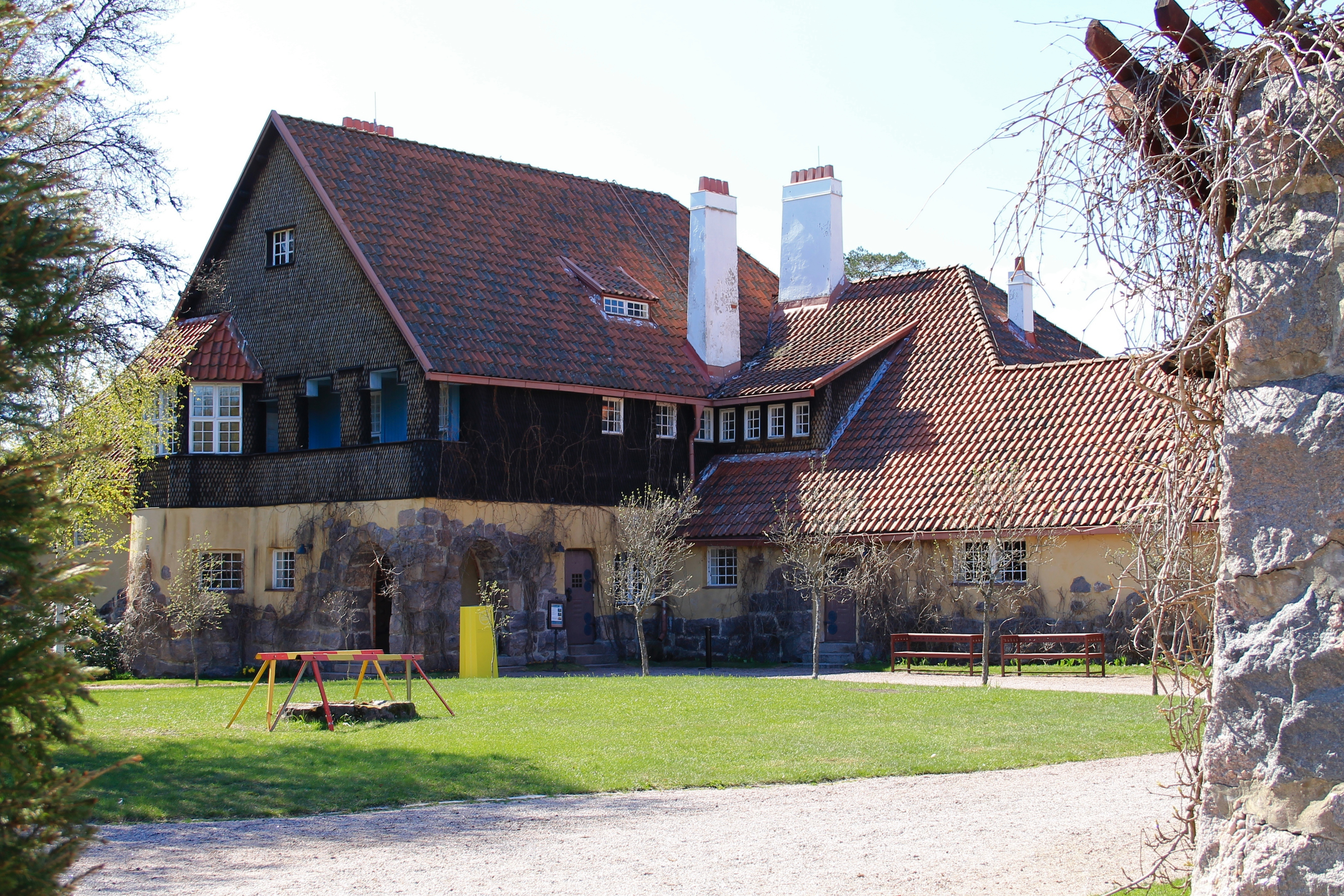
Hvitträsk

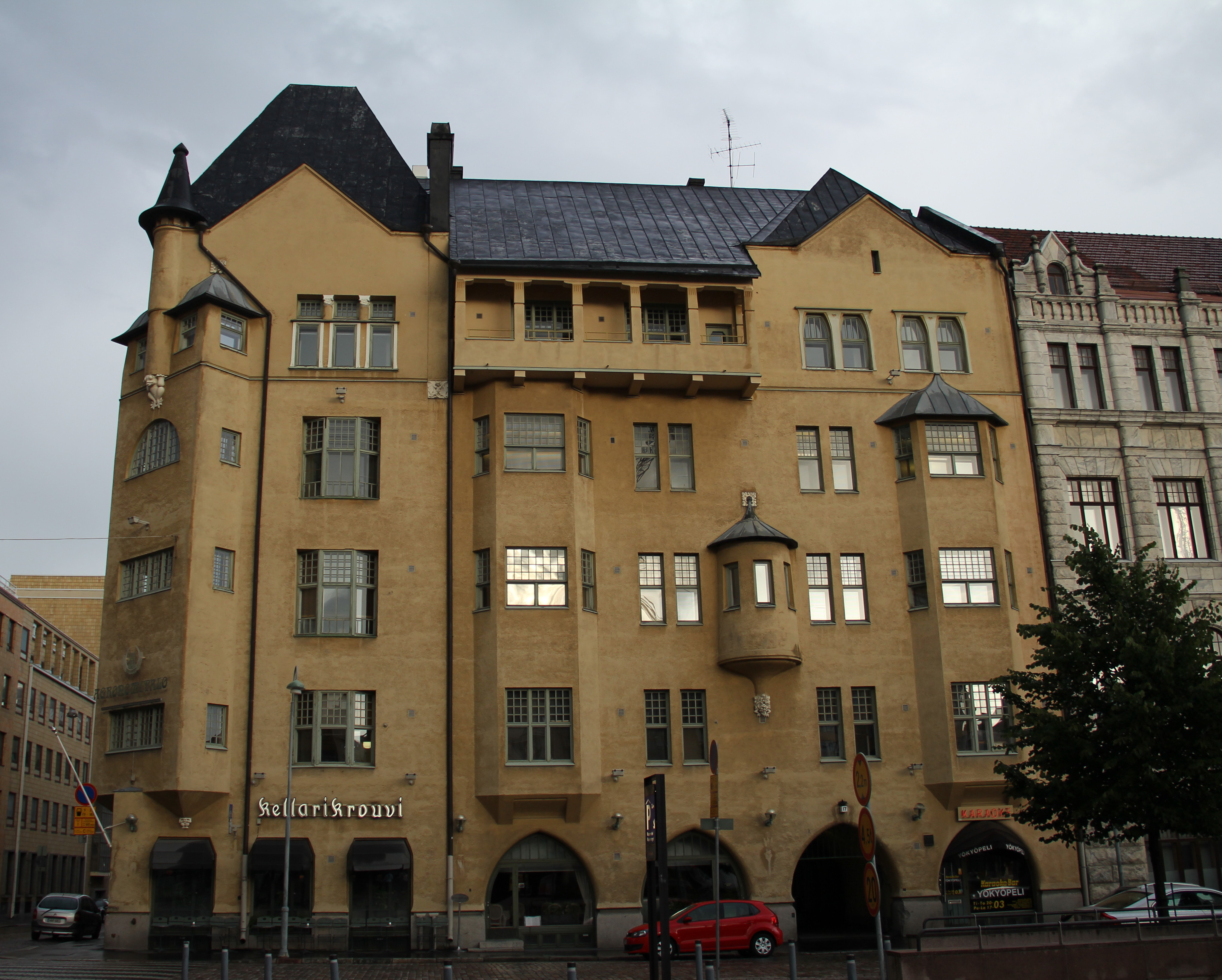
Maison de l'agronomie
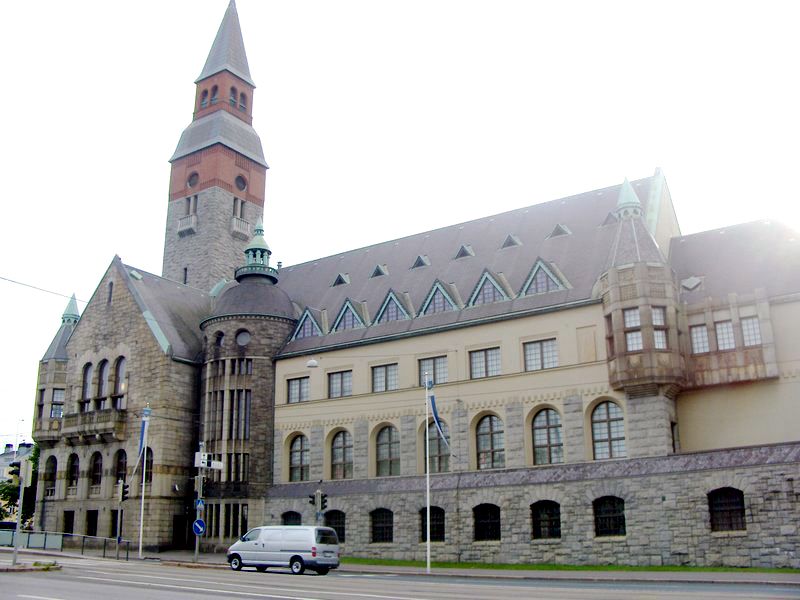
Musée national de Finlande